# Trypanocentra bipectinata
Trypanocentra bipectinata är en tvåvingeart som beskrevs av Hardy 1986. Trypanocentra bipectinata ingår i släktet Trypanocentra och familjen borrflugor. Inga underarter finns listade i Catalogue of Life.